# Laciniodes umbrosus
Laciniodes umbrosus är en fjärilsart som beskrevs av Inoue 1983. Laciniodes umbrosus ingår i släktet Laciniodes och familjen mätare. Inga underarter finns listade i Catalogue of Life.